# Barbara Kotowska
Barbara Kotowska (8 april 1966) is een atleet uit Polen. Ze was gespecialiseerd in moderne vijfkamp.
Op de Wereldkampioenschappen moderne vijfkamp 1985 in Montreal behaalt Kotowska de individuele gouden medaille, maar ook de medaille met het Poolse team.
Ter ere van het behalen van het wereldkampioenschap werd in Polen een speciale postzegel uitgebracht van 30 zloty.
Bij de verkiezing van de sportpersoon van het jaar in Polen eindigde Kotowska in 1985 op de derde plaats.